# عبدالمطلب الطریدی
عبدالمطلب الطریدی (انگلیسی: Abdulmutalib Al-Traidi؛ زادهٔ ۱۵ مهٔ ۱۹۸۲) یک ورزشکار اهل عربستان سعودی است.
از باشگاه‌هایی که در آن بازی کرده‌است می‌توان به باشگاه فوتبال القادسیه عربستان سعودی، باشگاه فوتبال الاتحاد، باشگاه فوتبال الاتفاق عربستان سعودی، و باشگاه فوتبال الاتحاد، باشگاه فوتبال الاتفاق عربستان سعودی، و باشگاه فوتبال الفتح عربستان سعودی اشاره کرد.